# Laetitia Roux
Laetitia Roux (Gap, 21 de juny de 1985) és una esquiadora de muntanya occitana.
Nascuda al municipi occità de Gap el 21 de juny de 1985, començà als 9 anys a practicar l'esquí de muntanya. La tardor de 2005 la seleccionaren a la secció PACA de la Federació Francesa de Muntanya i Escalada (FFME). Competí per primera vegada el desembre d'aquell mateix any a la cursa Alpi-Champsaur. Roux ha estat membre de l'equip Ecrins Hautes-Alpes i l'equip internacional Dynafit. Entre 2007 i l'octubre de 2018, quan va anunciar la seva retirada de l'esport professional, ha estat membre de la selecció nacional francesa i viu a Savina lo Lac.

## Selecció de resultats
- 2006:
  - 9a al Campionat del Món - cursa vertical
- 2007:
  - 1a al Campionat d'Europa - cursa vertical
  - 1a al Campionat d'Europa - individual
  - 1a al Tour du Rutor, juntament amb Gloriana Pellissier[3]
  - 2a al Campionat d'Europa - relleus, juntament amb Corinne Favre i Véronique Lathuraz
- 2008:
  - 1a a la Valerette Altiski de Massongex - cursa de la Copa del Món[4]
  - 2a al Campionat del Món - individual
  - 8a al Campionat d'Europa - cursa vertical
- 2009:
  - 1a a la Valtellina Orobie - cursa de la Copa del Món[5]
  - 1a al Dachstein Xtreme[6]
  - 3a al Campionat d'Europa - relleus, juntament amb Corinne Favre i Véronique Lathuraz
  - 4a al Campionat d'Europa - cursa vertical
  - 7a al Campionat d'Europa - individual
- 2010:
  - 1a al Campionat del Món - individual[7]
  - 2a al Campionat del Món - cursa vertical[8]
  - 4a al Campionat del Món - rànquing combinat[9]
  - 5a al Campionat del Món - relleus, juntament amb Valentine Fabre i Sandrine Favre[10]
- 2011:
  - 1a al Campionat del Món - sprint
  - 2a al Campionat del Món - individual
  - 2a al Campionat del Món - cursa vertical
  - 2a al Campionat del Món - relleus, juntament amb Sandrine i Émilie Favre
  - 2a al Campionat del Món - rànquing combinat
- 2012:
  - 1a al Campionat d'Europa - individual
  - 1a al Campionat d'Europa - cursa vertical
  - 3a al Campionat d'Europa - rànquing combinat
  - 4a al Campionat d'Europa - relleus, juntament amb Corinne Favre i Émilie Favre
  - 1a al Patrouille de la Maya, juntament amb Mireia Miró i Séverine Pont-Combe[11]

### Patrouille des Glaceres
- 2006: 4a, juntament amb Marie Troillet i Laëtitia Currat
- 2008: 2a, juntament amb Corinne Favre i Nathalie Bourillon
- 2012: 1a, juntament amb Mireia Miró i Séverine Pont-Combe
- 2014: 1a, juntament amb Maude Mathys i Séverine Pont-Combe

### Pierra Menta
- 2008: 1a, juntament amb Nathalie Etzensperger
- 2009: 3a, juntament amb Véronique Lathuraz
- 2010: 2a, juntament amb Mireia Miró
- 2011: 1a, juntament amb Mireia Miró
- 2012: 2a, juntament amb Séverine Pont-Combe[12]
- 2013: 1a, juntament amb Mireia Miró
- 2014: 1a, juntament amb Maud Mathys
- 2015: 1a, juntament amb Mireia Miró
- 2016: 1a, juntament amb Axelle Mollaret
- 2017: 1a, juntament amb Emelie Forsberg[13]

### Trofeu Mezzalama
- 2009: 1a, juntament amb Francesca Martinelli i Roberta Pedranzini
- 2011: 2a, juntament amb Mireia Miró i Nathalie Etzensperger[14]
- 2015: 2a, juntament amb Mireia Miró i Séverine Pont-Combe
- 2017: 1a, juntament amb Emelie Forsberg i Jennifer Fiechter[15]